# Quốc hội Việt Nam khóa VIII
Quốc hội Việt Nam khóa VIII (1987-1992) là Quốc hội nhiệm kỳ thứ tám của nước Việt Nam, và là nhiệm kỳ Quốc hội thứ 3 sau thống nhất. Quốc hội khóa tám được bầu ngày 19 tháng 4 năm 1987, là khóa thứ 2 trong số 2 khóa thực hiện bộ máy Nhà nước theo chế định Hội đồng Nhà nước theo bản Hiến pháp 1980. Quốc hội khóa VIII cũng là khóa Quốc hội diễn ra 1 năm sau Nghị quyết về Đổi mới của Đại hội Đảng lần VI, trong bối cảnh tình hình trong nước và thế giới lúc bấy giờ có nhiều biến đổi sâu sắc và phức tạp.
Trong suốt nhiệm kỳ 5 năm, Quốc hội và Hội đồng Nhà nước khóa VIII đã thông qua 31 luật và bộ luật, 42 pháp lệnh và phê chuẩn 1 hiệp định quốc tế. Trong đó có nhiều đạo luật quan trọng, thể chế hóa chính sách kinh tế mới như: Luật đầu tư nước ngoài tại Việt Nam (1987), Luật doanh nghiệp tư nhân (1990)...

## Bầu cử

### Chuẩn bị
Ngày 16/02/1987, Hội đồng Nhà nước Quốc hội khóa VII đã ra Nghị quyết số 780NQ/HĐNN7 về việc thành lập Hội đồng bầu cử ở Trung ương để phụ trách tổ chức việc bầu cử Quốc hội khóa VIII. Danh sách bao gồm:
1. Đồng chí Trường Chinh, Chủ tịch Hội đồng Nhà nước.
2. Đồng chí Nguyễn Đức Tâm, Ủy viên Bộ Chính trị, Bí thư Trung ương Đảng.
3. Đồng chí Lê Thanh Nghị, Phó Chủ tịch kiêm Tổng Thư ký Hội đồng Nhà nước.
4. Đồng chí Huỳnh Tấn Phát, Chủ tịch Đoàn Chủ tịch Ủy ban Trung ương Mặt trận Tổ quốc.
5. Đồng chí Nghiêm Xuân Yêm, Tổng Thư ký Đảng Dân chủ Việt Nam.
6. Đồng chí Nguyễn Xiển, Tổng Thư ký Đảng Xã hội Việt Nam.
7. Đồng chí Nguyễn Khánh, Bí thư Trung ương Đảng, Phó Chủ tịch kiêm Tổng Thư ký Hội đồng Bộ trưởng.
8. Đồng chí Trần Quốc Hương, Bí thư Trung ương Đảng, Trưởng ban Nội chính Trung ương Đảng.
9. Đồng chí Phạm Thế Duyệt, Bí thư Trung ương Đảng, quyền Chủ tịch Tổng Công đoàn Việt Nam.
10. Đồng chí Nguyễn Xuân Hữu, Ủy viên Trung ương Đảng, Trưởng ban trù bị Đại hội Nông dân tập thể.
11. Đồng chí Nguyễn Thị Định, Ủy viên Trung ương Đảng, Chủ tịch Hội liên hiệp Phụ nữ Việt Nam.
12. Đồng chí Vũ Mão, Ủy viên Trung ương Đảng, Bí thư thứ nhất Ban Chấp hành Trung ương Đoàn.
13. Linh mục Võ Thành Trinh, Chủ tịch Ủy ban đoàn kết Công giáo yêu nước Việt Nam.
14. Hòa thượng Thích Minh Châu, Phó Chủ tịch kiêm Tổng Thư ký Hội đồng trị sự Trung ương giáo Hội Phật giáo.
15. Đồng chí Hoàng Trường Minh, Ủy viên Trung ương Đảng, Trưởng ban Dân tộc Trung ương Đảng, Chủ tịch Hội đồng dân tộc.
16. Đồng chí Trần Trọng Tân, Ủy viên Trung ương Đảng, Trưởng Ban Tuyên huấn Trung ương.
17. Đồng chí Huỳnh Cương, Chủ tịch Ủy ban Mặt trận Tổ quốc tỉnh Hậu Giang.
18. Đồng chí KrorKrơn (Nguyễn Văn Sỹ), Ủy viên Trung ương Đảng, Bí thư Tỉnh ủy tỉnh Gia Lai - Kon Tum.
19. Đồng chí Ama Pui, Ủy viên dự khuyết Trung ương Đảng, Chủ tịch Ủy ban nhân dân tỉnh Đắc Lắc.
20. Đồng chí Nguyễn Nam Khánh, Ủy viên Trung ương Đảng, Phó Chủ nhiệm Tổng cục Chính trị Quân đội nhân dân.
21. Đồng chí Nguyễn Việt Dũng, Chủ nhiệm Văn phòng Quốc hội và Hội đồng Nhà nước.
22. Đồng chí Vũ Trọng Kiên, Trưởng ban Ban Tổ chức của Chính phủ.

### Bầu cử
Quốc hội khóa VIII bầu cử vào ngày 19 tháng 4 năm 1987, bầu 496 đại biểu trong tổng số 828 ứng cử viên tại 167 đơn vị bầu cử từ 40 tỉnh, thành phố và đặc khu (485 ứng viên trúng cử, 11 đơn vị phải bầu thêm vì thiếu mỗi đơn vị 1 đại biểu vào ngày 3/5/1987). Tỷ lệ cử tri đi bầu: 98,75%; tỷ lệ phiếu hợp lệ: 97,55%.
Hội đồng bầu cử tổng kết và công bố kết quả bầu cử từ ngày 22-30 tháng 4 năm 1987 và ngày 11/05/1987.

#### Cơ cấu thành phần của Quốc hội
- Công nhân: 91
- Nông dân: 105
- Tiểu thủ công nghiệp: 19
- Quân nhân: 49
- Cán bộ chính trị: 100
- Trí thức xã hội chủ nghĩa: 123
- Nhân sĩ, tôn giáo: 9
- Đảng viên: 465
- Ngoài Đảng: 31
- Phụ nữ: 88
- Dân tộc thiểu số: 70
- Thanh niên (21-35 tuổi): 55
- Cán bộ ở Trung ương: 116
- Cán bộ ở địa phương: 380[5]

## Các kỳ họp

### Kỳ họp thứ nhất
Kỳ họp thứ nhất diễn ra từ ngày 17 tháng 6 đến ngày 22 tháng 6 năm 1987.

### Kỳ họp thứ hai
Kỳ họp thứ 2 diễn ra từ ngày 23 tháng 12 đến ngày 29 tháng 12 năm 1987.

### Kỳ họp thứ ba
Kỳ họp thứ 3 diễn ra từ ngày 22 tháng 6 đến ngày 28 tháng 6 năm 1988.

### Kỳ họp thứ tư
Kỳ họp thứ 4 diễn ra từ ngày 13 tháng 12 đến ngày 22 tháng 12 năm 1988.

### Kỳ họp thứ năm
Kỳ họp thứ 5 diễn ra từ ngày 19 tháng 6 đến ngày 30 tháng 6 năm 1989.

### Kỳ họp thứ sáu
Kỳ họp thứ 6 diễn ra từ ngày 18 tháng 12 đến ngày 28 tháng 12 năm 1989.

### Kỳ họp thứ bảy
Kỳ họp thứ 7 diễn ra từ ngày 14 tháng 6 đến ngày 30 tháng 6 năm 1990.

### Kỳ họp thứ tám
Kỳ họp thứ 8 diễn ra từ ngày 5 tháng 12 đến ngày 21 tháng 12 năm 1990.

### Kỳ họp thứ chín
Kỳ họp thứ 9 diễn ra từ ngày 27 tháng 7 đến ngày 12 tháng 8 năm 1991.

### Kỳ họp thứ mười
Kỳ họp thứ 10 diễn ra từ ngày 10 tháng 12 đến ngày 26 tháng 12 năm 1991.

### Kỳ họp thứ mười một
Sau bốn lần sửa đổi, bổ sung, Hiến pháp mới của nước Cộng hòa Xã hội Chủ nghĩa Việt Nam đã được Quốc hội biểu quyết thông qua tại kỳ họp cuối cùng của Quốc hội khóa VIII vào hồi 11 giờ 45 phút ngày 15-4-1992. Hiến pháp 1992 bao gồm Lời nói đầu, 12 chương và 147 điều.

## Các hoạt động

### Kỳ họp thứ nhất
Kỳ họp thứ nhất diễn ra từ ngày 17 đến ngày 22 tháng 6 năm 1987. Một Ủy ban thẩm tra tư cách đại biểu Quốc hội khóa VIII đã được thành lập, tiến hành việc thẩm tra tư cách của các đại biểu Quốc hội trúng cử trong 2 cuộc bầu cử vào ngày 17/6 và đã kiến nghị với Quốc hội về việc tuyên bố kết quả bầu cử của ông Hàn Trường Vũ tại đơn vị số 6 thuộc Thành phố Hồ Chí Minh là không có giá trị và không xác nhận tư cách đại biểu Quốc hội của ông Hàn Trường Vũ do có đơn từ cử tri tố giác ông cố tình giấu giếm quá khứ và khai man lý lịch. Thay vào đó, Quốc hội đã xác nhận tư cách đại biểu Quốc hội của ông Hà Tăng cũng được bầu tại đơn vị bầu cử này, là người có số phiếu bầu nhiều thứ 2 chỉ sau ông Hàn Trương Vũ để thay thế đảm bảo cơ cấu.
Tiếp đó, Quốc hội đã bầu ra:
- Hội đồng Nhà nước gồm 15 thành viên, đảm nhận chức năng của Ủy ban Thường vụ Quốc hội và Chủ tịch nước, "là cơ quan cao nhất, hoạt động thường xuyên của Quốc hội, là chủ tịch tập thể của nước Cộng hòa Xã hội chủ nghĩa Việt Nam"[6].
  - Chủ tịch Hội đồng Nhà nước: Võ Chí Công
  - Phó Chủ tịch Hội đồng Nhà nước (6): Nguyễn Hữu Thọ, Huỳnh Tấn Phát, Lê Quang Đạo, Nguyễn Quyết, Đàm Quang Trung, Nguyễn Thị Định
  - Tổng Thư ký Hội đồng Nhà nước: Nguyễn Việt Dũng
- Chủ tịch Quốc hội: Lê Quang Đạo. Phó Chủ tịch (5): Trần Độ, Hoàng Trường Minh, Huỳnh Cương, Phùng Văn Tửu, Nguyễn Thị Ngọc Phượng. Chủ tịch Ủy ban sửa đổi Hiến pháp: Võ Chí Công
- Hội đồng Bộ trưởng gồm Chủ tịch Hội đồng, 9 Phó Chủ tịch, Tổng thư ký Hội đồng và 32 Bộ trưởng các Bộ, Chủ nhiệm các ủy ban Nhà nước và Thủ trưởng các cơ quan ngang bộ
  - Chủ tịch Hội đồng Bộ trưởng: Phạm Hùng (đến năm 1988). (Đỗ Mười từ tháng 6 năm 1988; Võ Văn Kiệt từ 9/8/1991)
  - Phó Chủ tịch Hội đồng Bộ trưởng (9): Võ Văn Kiệt (đến 9/8/1991), Nguyễn Cơ Thạch, Đồng Sỹ Nguyên, Võ Nguyên Giáp, Nguyễn Khánh, Trần Đức Lương, Nguyễn Ngọc Trìu, Nguyễn Văn Chính (tức Chín Cần), Đoàn Duy Thành; Phan Văn Khải (từ 9/8/1991)
  - Tổng thư ký Hội đồng Bộ trưởng: Nguyễn Khánh
- Chánh án Tòa án nhân dân tối cao: Phạm Hưng. Viện trưởng Viện kiểm sát nhân dân tối cao: Trần Quyết.
- Hội đồng Dân tộc và 7 Ủy ban Thường trực của Quốc hội gồm: Ủy ban Pháp luật; Ủy ban Kinh tế-Kế hoạch và Ngân sách; Ủy ban Văn hóa và Giáo dục; Ủy ban Khoa học và Kỹ thuật; Ủy ban Y tế và Xã hội; Ủy ban Thanh niên, Thiếu niên và Nhi đồng; Ủy ban Đối ngoại.

### Sửa đổi Hiến pháp
Tại kỳ họp thứ 3 (từ ngày 22 đến 28/6/1988), theo đề nghị của Hội đồng Bộ trưởng, Quốc hội khóa VIII đã thống nhất giao cho Hội đồng Nhà nước chỉ đạo Ủy ban Đối ngoại, Ủy ban Pháp luật của Quốc hội xem xét sửa Lời nói đầu của Hiến pháp nước Cộng hòa xã hội chủ nghĩa Việt Nam năm 1980 để phù hợp với đường lối đối ngoại của Đảng và Nhà nước trong giai đoạn mới. Tại kỳ họp thứ tư (từ ngày 13 đến 22/12/1988), Quốc hội đã thông qua Nghị quyết về việc sửa Lời nói đầu của Hiến pháp 1980; đồng thời thành lập Ủy ban dự thảo sửa đổi và bổ sung một số điều của Hiến pháp gồm 16 thành viên do Chủ tịch Hội đồng Nhà nước Võ Chí Công làm Chủ tịch.
Tại kỳ họp thứ 5 (từ ngày 19 đến 30/6/1989), Quốc hội khóa VIII thông qua Nghị quyết sửa đổi, bổ sung 7 điều, trong đó có các điều 57, 115, 116, 118, 122, 123, 125 thuộc Chương IX của Hiến pháp 1980. Tuy nhiên, xét thấy việc cần thiết phải tiến hành sửa đổi Hiến pháp một cách toàn diện, ngày 30/6/1989, Quốc hội đã thông qua Nghị quyết về việc thành lập Ủy ban sửa đổi Hiến pháp gồm 28 thành viên do Chủ tịch Hội đồng Nhà nước Võ Chí Công làm Chủ tịch.
Vào hồi 11 giờ 45 phút, ngày 15 tháng 4 năm 1992, sau 4 lần sửa đổi, bổ sung (dự thảo lần 1 và 2 trình tháng 5/1990, dự thảo lần 3 trình từ 27/7-12/8/1991 tại kỳ họp thứ 9), Hiến pháp mới của nước Cộng hòa xã hội chủ nghĩa Việt Nam năm 1992 đã được Quốc hội biểu quyết thông qua tại kỳ họp cuối cùng của Quốc hội khóa VIII với 12 chương và 147 điều. Theo thống kê chưa đầy đủ của 46 tỉnh, thành phố đã có 9.234.218 người tham gia các cuộc thảo luận đóng góp ý kiến vào bản dự thảo Hiến pháp.
So với Hiến pháp 1980, trong Hiến pháp 1992 các quyền và nghĩa vụ cơ bản của công dân được quy định rõ hơn và đầy đủ hơn; tiếp tục nêu cao vị trí của Quốc hội và chế độ làm việc của Quốc hội được tổ chức chuyên nghiệp hơn. Hiến pháp 1992 đã có sự điều chỉnh quan trọng là bỏ chế định Hội đồng Nhà nước, lập lại chế định Chủ tịch nước là cá nhân một người và thành lập trở lại Ủy ban Thường vụ Quốc hội là cơ quan thường trực của Quốc hội; lập Hội đồng Quốc phòng do Chủ tịch nước làm Chủ tịch. Thành viên của Ủy ban Thường vụ Quốc hội không thể đồng thời là thành viên Chính phủ.

### Điều chỉnh bộ máy, cán bộ cấp cao của Nhà nước và địa giới hành chính
- Trong khóa VIII, Quốc hội đã xem xét quyết định việc sáp nhập các bộ và thay đổi, bổ sung nhân sự cấp cao của Nhà nước.[7]

Ngày 10/3/1988, Chủ tịch Hội đồng Bộ trưởng Phạm Hùng qua đời khi đang đi công tác tại Thành phố Hồ Chí Minh và các tỉnh phía Nam, Hội đồng Nhà nước đã ra Nghị quyết số 58-NQ/HĐNN8 về việc cử Phó Chủ tịch thứ nhất Hội đồng Bộ trưởng Võ Văn Kiệt làm tạm quyền Chủ tịch Hội đồng Bộ trưởng. Ngày 22/6/1988, Quốc hội đã tiến hành bầu cử bằng cách bỏ phiếu kín chức danh Chủ tịch Hội đồng Bộ trưởng mới với 2 ứng viên: Võ Văn Kiệt và Đỗ Mười, đều là Ủy viên Bộ Chính trị Ban Chấp hành Trung ương Đảng. Kết quả cuộc bầu cử đồng chí Đỗ Mười đã được Quốc hội bầu giữ chức Chủ tịch Hội đồng Bộ trưởng mới của khóa VIII.
Ngày 9/8/1991 tại kỳ họp thứ 9, Chủ tịch Hội đồng Bộ trưởng Đỗ Mười do được bầu làm Tổng Bí thư Đảng Cộng sản Việt Nam sau Đại hội Đảng lần VII nên đã được Quốc hội chấp nhận cho miễn nhiệm. Phó Chủ tịch thứ nhất Hội đồng Bộ trưởng Võ Văn Kiệt được bầu giữ chức Chủ tịch Hội đồng Bộ trưởng thay thế. Ông Phan Văn Khải, Chủ nhiệm Ủy ban Kế hoạch nhà nước làm Phó Chủ tịch Hội đồng Bộ trưởng mới.
- Quốc hội khóa VIII cũng thành lập mới nhiều cơ quan thuộc Hội đồng Nhà nước và Hội đồng Bộ trưởng như:
  - Thành lập Bộ Kinh tế đối ngoại trên cơ sở sáp nhập Bộ Ngoại thương và Ủy ban Kinh tế đối ngoại
  - Thành lập Bộ Xây dựng trên cơ sở sáp nhập Bộ Xây dựng và Ủy ban Xây dựng cơ bản nhà nước
  - Sáp nhập Tổng cục Điện tử và Kỹ thuật tin học vào Bộ Cơ khí và Luyện kim
  - Thành lập Bộ Văn hóa, Thông tin, Thể thao và Du lịch trên cơ sở Bộ Văn hóa, Bộ Thông tin, Tổng cục Thể thao và Tổng cục Du lịch
  - Thành lập Bộ Giáo dục và Đào tạo trên cơ sở Bộ Giáo dục, Bộ Đại học, Trung học chuyên nghiệp và Dạy nghề
  - Thành lập Bộ Thương nghiệp trên cơ sở Bộ Kinh tế đối ngoại, Bộ Nội thương, Bộ Vật tư
  - Đổi tên Bộ Cơ khí và Luyện kim thành Bộ Công nghiệp nặng
  - Đổi tên Bộ Giao thông vận tải thành Bộ Giao thông vận tải và Bưu điện
- Trong nhiệm kỳ 5 năm, Quốc hội khóa VIII cũng đã phê chuẩn việc sáp nhập và phân vạch địa giới hành chính nhiều tỉnh, thành phố trực thuộc Trung ương và coi đây là một vấn đề quan trọng trực tiếp quan hệ đến việc xây dựng và phát triển đất nước như:[7]
  - Chia tỉnh Nghĩa Bình thành 2 tỉnh mới là tỉnh Quảng Ngãi và tỉnh Bình Định
  - Chia tỉnh Phú Khánh thành tỉnh Phú Yên và tỉnh Khánh Hòa
  - Chia tỉnh Bình Trị Thiên thành 3 tỉnh mới: Quảng Bình, Quảng Trị và Thừa Thiên Huế
  - Chia tỉnh Nghệ Tĩnh thành 2 tỉnh là tỉnh Nghệ An và tỉnh Hà Tĩnh
  - Chia tỉnh Hoàng Liên Sơn thành 2 tỉnh là tỉnh Yên Bái và tỉnh Lào Cai
  - Chia tỉnh Hà Tuyên thành 2 tỉnh là tỉnh Hà Giang và tỉnh Tuyên Quang
  - Chia tỉnh Gia Lai - Kon Tum thành 2 tỉnh là tỉnh Gia Lai và tỉnh Kon Tum
  - Chia tỉnh Hà Sơn Bình thành 2 tỉnh là tỉnh Hòa Bình và tỉnh Hà Tây
  - Thành lập tỉnh Bà Rịa -Vũng Tàu gồm Đặc khu Vũng Tàu - Côn Đảo và 3 huyện Long Đất, Châu Thành, Xuyên Mộc của tỉnh Đồng Nai
  - Điều chỉnh địa giới hành chính Thủ đô Hà Nội
  - Chia tỉnh Thuận Hải thành 2 tỉnh là tỉnh Ninh Thuận và tỉnh Bình Thuận
  - Chia tỉnh Hậu Giang thành 2 tỉnh là tỉnh Cần Thơ và tỉnh Sóc Trăng
  - Chia tỉnh Cửu Long thành 2 tỉnh là tỉnh Vĩnh Long và tỉnh Trà Vinh
  - Chia tỉnh Hà Nam Ninh thành 2 tỉnh là tỉnh Nam Hà và tỉnh Ninh Bình

### Quan hệ với Campuchia
Ngày 6/1/1989, trong diễn văn đọc tại Lễ kỷ niệm 10 năm ngày Giải phóng Phnôm Pênh, Tổng Bí thư Nguyễn Văn Linh đã thông báo sẽ rút hết quân tình nguyện Việt Nam còn lại ở Campuchia về nước vào tháng 9/1989, trước thời hạn dự định 1 năm và nêu rõ mong muốn chân thành xây dựng quan hệ hữu nghị và hợp tác với các nước trong khu vực của Việt Nam. Quốc hội đã hoan nghênh việc rút quân tình nguyện Việt Nam ở Campuchia về nước trong năm 1988, coi đó là đóng góp quan trọng vào việc giải quyết bằng chính trị vấn đề Campuchia vì hòa bình, ổn định. Việt Nam và Campuchia đã ra Thông cáo chung nhấn mạnh tầm quan trọng của việc đưa quan hệ truyền thống Việt Nam - Campuchia lên giai đoạn phát triển mới sau chuyến thăm của Bộ trưởng Ngoại giao Nguyễn Mạnh Cầm.

### Cải thiện quan hệ với Trung Quốc
Sau hơn 10 năm gián đoạn quan hệ với Trung Quốc vì tình hình Campuchia và vấn đề biên giới phía Bắc, quan hệ Việt-Trung dần được nối lại bắt đầu với chuyến thăm của Tổng Bí thư Nguyễn Văn Linh, Chủ tịch Hội đồng Bộ trưởng Đỗ Mười và Cố vấn Phạm Văn Đồng với Tổng Bí thư Đảng Cộng sản Trung Quốc Giang Trạch Dân và Thủ tướng Quốc vụ viện Lý Bằng tại Hội nghị Thành Đô vào 2 ngày 03-04 tháng 9 năm 1990.

### Chuẩn bị bầu cử đại biểu Quốc hội khóa IX
Theo Điều 84 Hiến pháp 1980, Quốc hội khóa VIII sẽ kết thúc nhiệm kỳ vào tháng 6/1992, hai tháng trước khi kết thúc nhiệm kỳ Quốc hội phải bầu cử xong khóa mới, và theo luật định ngày bầu cử phải được Hội đồng Nhà nước ấn định và công bố chậm nhất là 60 ngày trước ngày bầu cử, tức sẽ vào tháng 4/1992. Tuy nhiên Luật bầu cử đại biểu Quốc hội cùng Hiến pháp (sửa đổi) và Luật tổ chức Quốc hội (sửa đổi) sẽ thông qua vào kỳ họp cuối của nhiệm kỳ khóa VIII vào cuối tháng 4. Vì vậy, ngày 26/12/1991, theo đề nghị của Hội đồng Nhà nước, Quốc hội khóa VIII đã thông qua Nghị quyết về việc kéo dài nhiệm kỳ thêm ba tháng, chậm nhất đến ngày 30/9/1992. Ngày 17/4/1992, Hội đồng Nhà nước đã ban hành Nghị quyết về việc tổ chức cuộc bầu cử đại biểu Quốc hội khóa IX vào ngày chủ nhật 19/7/1992.

## Đảng Dân chủ và Đảng Xã hội tự giải tán
Từ khi Đảng Dân chủ Việt Nam và Đảng Xã hội Việt Nam thành lập năm 1944 và 1946 đã có nhiều hoạt động tham gia và đóng góp vào cách mạng cả hai miền Việt Nam (Màu Đảng kỳ của Đảng Dân chủ chính là màu xanh trên cờ của Mặt trận Dân tộc Giải phóng miền Nam). Kể từ Quốc hội khóa II, 2 Đảng đã tham gia vào khối Mặt trận Việt Minh (sau là Mặt trận Tổ quốc Việt Nam) liên minh với Chính phủ nước Việt Nam Dân chủ Cộng hòa và tham gia tranh cử Quốc hội. Sau thống nhất, Đảng Dân chủ và Đảng Xã hội hoạt động trên toàn quốc, đóng vai trò như các chính đảng tham chính, phối hợp và công nhận sự lãnh đạo của Đảng Cộng sản Việt Nam, cùng tham gia vào xã hội và các tổ chức chính quyền, Nhà nước, Quốc hội để kiến thiết đất nước. Các tài liệu, văn kiện của Đảng Cộng sản vẫn thừa nhận và "tiếp thu có chọn lọc" các thành tựu trong lý luận và thực tiễn của "các đảng anh em".
Trước diễn biến phức tạp của tình hình Liên Xô và các nước Xã hội chủ nghĩa Đông Âu và tình hình các thế lực đẩy mạnh thực hiện trào lưu đa nguyên, đa đảng đối với các nước xã hội chủ nghĩa còn lại lúc bấy giờ, tại Đại hội đại biểu Đảng Xã hội (từ ngày 21 đến ngày 22 tháng 7 năm 1988), Đảng đã tuyên bố tự giải tán với lý do "kết thúc sứ mệnh". Ngày 20 tháng 10 cùng năm, tại Đại hội đại biểu Đảng Dân chủ (từ ngày 18 đến ngày 20/10/1988), Đảng Dân chủ tuyên bố tự nguyện giải thể với lý do "đã hoàn thành sứ mệnh lịch sử".
Tránh nhầm lẫn Đảng Dân chủ thế kỷ 21 (phi chính đảng) của Hoàng Minh Chính là Đảng dân chủ cũ phục hoạt.